# Dicranomyia (Dicranomyia) octacantha
Dicranomyia (Dicranomyia) octacantha is een tweevleugelige uit de familie steltmuggen (Limoniidae). De soort komt voor in het Australaziatisch gebied.